# فرودگاه سگد
فرودگاه سگد (به انگلیسی: Szeged Airport) یک فرودگاه همگانی است که یک باند فرود آسفالت دارد و طول باند آن ۱۱۸۵ متر است. این فرودگاه در شهر سگد کشور مجارستان قرار دارد و در ارتفاع ۸۰ متری از سطح دریا واقع شده است.